# Novojavorivs'k
Novojavorivs'k (in ucraino Новояворівськ?) è una città  dell'Ucraina (31 366 abitanti) situata nel distretto di Javoriv, nell'oblast' di Leopoli. Ospita l'amministrazione della comunità territoriale di Novojavorivs'k, una delle comunità territoriali dell'Ucraina.